# 天国と地獄 (カーネーションのアルバム)
『天国と地獄』（てんごくとじごく、HIGH&LOW）は、カーネーションの4枚目のアルバム。1992年8月25日に徳間ジャパンコミュニケーションズから発売。
1998年11月21日に、ホームデモ等を含むCDと2枚組で再発売。さらに2012年5月9日には、リリース20周年記念コレクターズ・エディションとして、当時のライブやレコーディング風景を収めたDVDをプラスした3枚組として再発された。加えて大阪・梅田シャングリラ、及び東京・渋谷WWWで、20周年を記念した再現ライブも開催された。ディスクユニオンで購入のみ、オーディオコメンタリーCD付き。

## 概要
前にも後にも音楽性が大きく異なる異色のアルバムとされている。評価が高く、ボーカルの直枝政広もかなり愛着がある作品だと語っている。
本作から、前メンバーである馬田裕次に勧められて、ベースの大田譲が参加。5人編成となる。ジャケットは八木康夫による抱き合う男女のイラスト。

## 評価
「ミュージック・マガジン」誌2016年７月号「90年代の邦楽アルバム・ベスト100」において70位に選出され、「ひりひりとした詩情と黒人音楽からの影響やヒップホップ的発想の融合」と評された。

## 収録曲

### Disc1
1. オートバイ
ミーターズの「live wire」のサンプリング曲。
2. 体温と汗
本作に向けて最初に作った曲。
3. 未確認の愛情
4. ハリケーン
5. ファームの太陽
6. いくいくお花ちゃん
岡林信康のカヴァー。
7. 学校で何おそわってんの
8. 毒よ眼ざめなさい
9. おはよう
10. 愛のうわばみ（Instrumental）
11. 愛のさざなみ
島倉千代子のカヴァー。
12. The End of Summer
イントロは「アルプス一万尺」のリフ。
13. 地球はまわる
『GONG SHOW』とは別バージョン。
14. 天国と地獄

### Disc2
1. オートバイ（Home Demo）
2. 体温と汗（Home Demo）
3. 未確認の愛情（Home Demo）
4. ハリケーン（Home Demo）
5. いくいくお花ちゃん（Home Demo）
6. 学校で何おそわってんの（Home Demo）
7. 毒よ眼ざめなさい（Home Demo）
8. おはよう（Home Demo）
9. The End of Summer（Home Demo）
10. かわいそうなペリカン（Home Demo）
11. オレを抱いた悪魔（Home Demo）
12. 馬のように走ってみせよう（Home Demo）
13. いくいくお花ちゃん（Live Ver.）
14. 教習所ブルース（Live Ver.）
15. 防波堤のJ 〜サーフィン人生（Live Ver.）
16. 天国と地獄（Live Ver.）